# Высказывание (лингвистика)
Высказывание — речевое произведение, созданное в ходе конкретного речевого акта. Рассматривается в контексте этого речевого акта как часть дискурса (текста).

## Высказывание и предложение
Будучи минимальной относительно целостной единицей речевого общения (речевым отрезком, относительно законченным по интонации и по смыслу), высказывание представляет собой речевой знак, то есть конкретный экземпляр предложения в речевой цепи.
В отличие от предложения (как единицы языка и речи), высказывание целиком относится к сфере речи: оно принадлежит определённому отправителю (автору, говорящему или пишущему), нацелено на определённого получателя (аудиторию, адресата, слушателя, читателя), произведено (то есть произнесено или написано) в определённый момент времени, совершено с определённой целью, соотносится с определённым фрагментом действительности (ситуацией), выполняет определённую коммуникативную функцию (то есть несёт сообщение об этой ситуации) и оказывается уместным (осмысленным) именно в данной речевой обстановке (в данной речевой ситуации, при данных условиях общения).
Предложение, единица грамматики, обычно соответствующая законченному высказыванию и способная выступать в качестве отдельного сообщения (текста минимальной длины). Предложение состоит из слов, выступающих в морфологических формах и в линейном порядке, которые предусмотрены грамматикой языка. Структура предложения — предмет синтаксиса.
Предложение является максимальной, объемлющей единицей грамматики; все другие единицы (морфема, слово, синтаксическая группа) являются его частями. Многочисленные попытки дать определение понятию предложения, то есть указать его необходимые и достаточные признаки, которые были бы верны для всех предложений всех языков или хотя бы какого-то одного языка, убедительных результатов не дали. В строгом смысле определением предложения в некотором языке является грамматика этого языка, а универсальным (то есть верным для всех языков) определением предложения является общая теория грамматики.
Отличительное свойство предложения — предикативность, то есть способность функционировать в качестве единицы, пригодной для сообщения и выражающей временную и модальную актуализацию сообщаемого; например, пары конструкций белая лошадь и Лошадь — белая, полёт стрелы и Стрела летит описывают одно и то же положение вещей и имеют одно и то же значение (в одном из пониманий последнего термина), однако лишь вторые члены пар обладают предикативностью. Предложение как носитель признака предикативности противопоставлено словосочетанию — более «мелкой» синтаксической конструкции, образованной на основе соединения знаменательных слов с помощью отношения синтаксического подчинения; так, в приведённых примерах белая лошадь и полёт стрелы — словосочетания, но не предложения.

## Высказывание в лингвистике и в логике
Частным случаем высказывания является высказывание в смысле логики, то есть употребление предложения, выражающего суждение, в составе утвердительного речевого акта (утверждения), когда это суждение приобретает истинностное значение.
Если смыслом утвердительного предложения (ср. Я сегодня был вон там) является пропозициональная форма, содержащая дейктические переменные (я, сейчас, ты, здесь), то в составе высказывания эти переменные фиксируются, так что высказывание, совершённое по конкретному поводу, может быть квалифицировано как истинное или ложное.

## Высказывание как двусторонняя сущность
В плане выражения высказывания соответствует фразе (интонационно автономному комплексу, имеющему лексико-грамматическую и линейно-интонационную структуру), а в плане содержания высказывания непосредственно соотнесено с конкретной ситуацией, включающей предметную ситуацию (обозначаемый фрагмент мира со всеми его элементами, их характеристиками, свойствами и отношениями) и коммуникативную ситуацию (условия общения, отношения между собеседниками, их знания о мире, их установки и т. п.).

## Высказывание как предмет прагматики
Анализом содержательной стороны высказывания (его смысла) занимается лингвистическая прагматика. Такой анализ предполагает обращение к контексту, ситуации (см. дейксис), фоновым знаниям собеседников (см. пресуппозиции), владению правилами этикета, к информации, передаваемой невербальными (параязыковыми) средствами общения (жестом, мимикой и т. п.).
Коммуникативная (иллокутивная) предназначенность предложения (выражаемая формами наклонения, модальными словами и конструкциями) может отличаться от реальной иллокутивной функции, выполняемой конкретным высказыванием. Так, повествовательное предложение В комнате сквозняк, будучи употреблено в составе косвенного речевого акта, превращается в побудительное высказывания, имеющее побудительную целеустановку ‘Закрой окно’.

## Прямые и косвенные высказывания
Такие высказывания, переносный (прагматический) смысл которых отличается от буквального (семантического) содержания предложения, называются «косвенными» (в отличие от «прямых»).

### Косвенное высказывание как предмет герменевтики
Извлечение прагматического смысла высказывания из семантического содержания предложения и разнообразие возможных прагматических интерпретаций одного предложения изучаются герменевтикой.

### Косвенное высказывание как предмет риторики
Воплощение задуманного (исходного) прагматического смысла (замысла) в косвенном высказывании путём употребления предложения с иным (буквальным) семантическим содержанием и разнообразие экивоков (лат. aequivocus — многозначный, двусмысленный) — возможных способов иносказания (выбор средств «непрямого» выражения смысла на фоне множества прагматических эквивалентов, возможных в данной речевой обстановке) изучаются риторикой.

## Высказывание как предмет общей семиотики
В семиотике высказывания подразделяются на вербальные и невербальные (в том числе «паравербальные», то есть звуки окружающей среды).

## Высказывания в аспекте общей теории коммуникации
Теория коммуникации подразделяет вербальные высказывания на «внешние» («устные» и «письменные») и «внутренние» (переживаемые автором высказывания наедине с самим собой).

## Свои и чужие высказывания
Для передачи «чужих» высказываний, принадлежащих персонажам (см. чужая речь), в контексте авторской речи используются три приёма: прямая речь, косвенная речь и несобственно-прямая речь.
В поэтике изучаются не только «внешние» высказывания персонажей, но также и высказывания, принадлежащие их внутренней речи (т. н. «мысли» персонажей).

## От высказывания — к языку
При овладении языком механизмы абстрагирования и мысленного закрепления повторяющихся структур позволяют индивиду извлекать из многочисленных конкретных высказываний закономерности узуса, а на их основе усваивать языковые правила, образующие языковую норму и языковую систему.

## От языка — к высказыванию
Владение механизмами актуализации позволяет носителю языка использовать знакомый ему код (инвентарь абстрактных языковых знаков) при порождении и восприятии неограниченного числа новых высказываний, соотносимых с теми или иными конкретными ситуациями.